# HT-8
Escadron d'entraînement d'hélicoptères 8
Le Helicopter Training Squadron 8 (HT-8) ou HELTRARON EIGHT  est un escadron d'entraînement d'hélicoptères du Naval Air Training Command de l'US Navy. Créé en 1950, il est basé actuellement à la Naval Air Station Whiting Field, en Floride. Il est l'un des trois escadrons d'hélicoptères du Training Air Wing Five (TRAWING FIVE).

## Mission
La mission de l'escadron est la formation des pilotes d'hélicoptère pour les étudiants aviateurs navals de l'US Navy, du US Marine Corps et de la garde côtière américaine et pour certains étudiants militaires étrangers, de la formation de base au vol d'hélicoptère. Les étudiants aviateurs de la marine se présentent au HT-8 pour la formation en hélicoptère à la fin de la formation en vol primaire menée dans le T-6B Texan II. Le HT-8 pilote à la fois le TH-57B Sea Ranger et le TH-57C Sea Ranger. L'unité utilise généralement l'indicatif d'appel "Eight Ball" sur la radio et a la lettre E en code de queue.

## Historique
Le HT-8 actuel est le plus ancien escadron d'hélicoptères de l'US Navy. En avril 1948, la marine américaine créa deux escadrons d'hélicoptères et les désigna Helicopter Utility Squadron ONE (HU-1) et Helicopter Utility Squadron TWO (HU-2). En 1950, le HU-2 a été déplacé de la Naval Air Station Lakehurst dans le New Jersey à la Naval Air Station Ellyson Field (en) près de Pensacola en Floride.

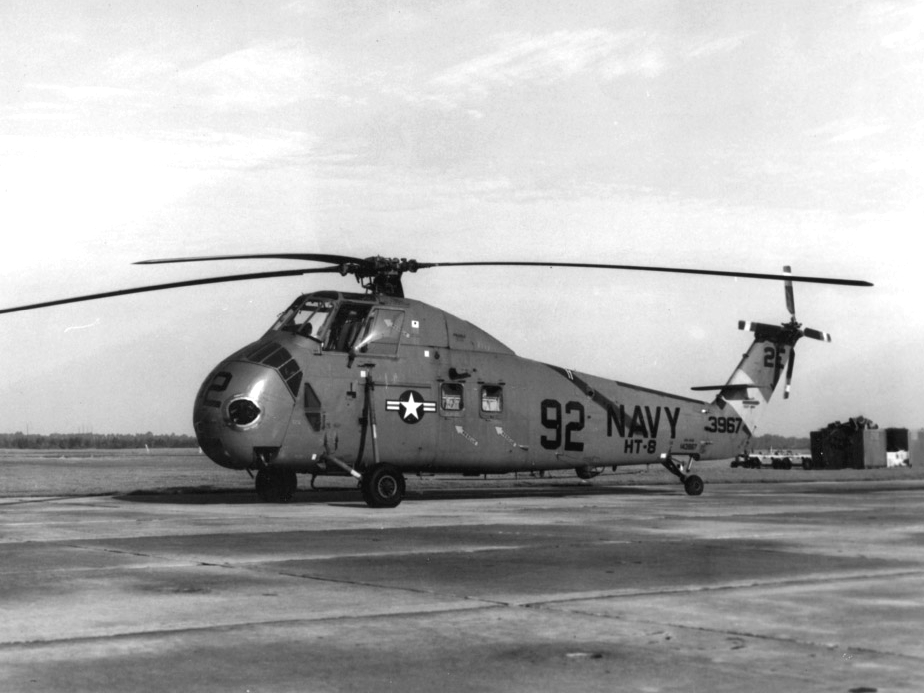
UH-Seahorse du HT-8 en 1960

Le 3 décembre 1950,le HU-1 est devenu le Helicopter Training Unit ONE (HTU-1). HTU-1 a employé un certain nombre d'hélicoptères du moment pour former des aviateurs à voilure fixe au pilotage d'hélicoptères, comme le Piasecki HUP Retriever, le Sikorsky HO3S-1 Horse et diverses versions de l'hélicoptère Bell H-13 Sioux. En mars 1957, le HTU-1 a été renommé Helicopter Training Group ONE (HTG-1), continuant à utiliser les anciens hélicoptères et a ajouté les hélicoptères Chickasaw. En juillet 1960, le HTG-1 a été renommé Helicopter Training Squadron EIGHT du Naval Air Basic Training Command.
En 1962, le HT-8 utilisait le HSS-1 Seabat avec les hélicoptères Chickasaw et Sioux. Les hélicoptères utilisés dans la décennie de 1962 à 1972 étaient les UH-34J Seahorse, un certain nombre d'UH-1D Iroquois empruntés à l'armée américaine et à partir de 1968, un nouvel hélicoptère désigné le TH-57A Sea Ranger qui était une variante du populaire commercial Bell 206. 
En mars 1974, le HT-8 a déménagé d'Ellyson Field pour la Naval Air Station Whiting Field où un nouvel escadron d'entraînement d'hélicoptères était créé et désigné HT-18. Le HT-8 a assumé la responsabilité de la phase de formation de base de l'instruction de vol en hélicoptère à l'aide du TH-57A Sea Ranger et le HT-18 a assumé le rôle de la formation avancée en hélicoptère à l'aide du TH-1L Iroquois.

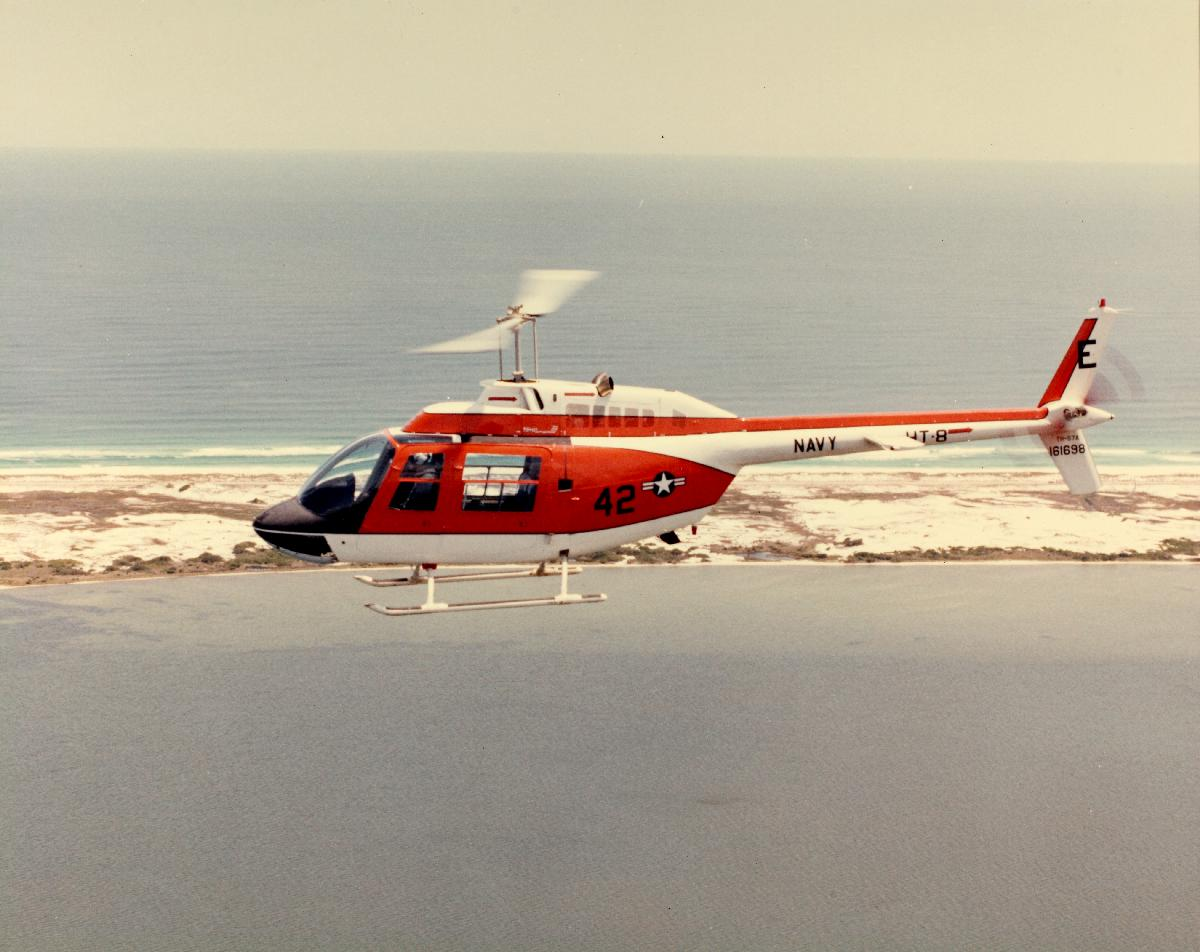
Bell Jet Ranger du Training Air Wing Five

Au début des années 80, les TH-1L du HT-18 ont été remplacés par une version instrumentée du TH-57 désignée TH-57C Sea Ranger pour une formation avancée. En octobre 1985, HT-8 et HT-18 sont devenus des escadrons «miroirs», chacun enseignant le programme complet de la formation de base sur hélicoptère à la formation avancée et à l'attribution d'ailes avec les deux escadrons utilisant à la fois les TH-57A et TH-57C Sea Rangers. À la fin des années 80, les TH-57A ont été remplacés par un Bell 206B-3 désigné TH-57B Sea Ranger. Depuis lors, le HT-8 a formé et piloté des aviateurs navals en utilisant le TH-57B pour la formation primaire sur hélicoptère et le TH-57C pour la formation avancée sur hélicoptère.